# August Gottfried Ritter
August Gottfried Ritter (25 agosto 1811 – 26 agosto 1885) è stato un compositore e organista tedesco.

## Biografia
Ritter ha creato insieme a Felix Mendelssohn Bartholdy il primo esempio di sonata romantica per organo (ha composto la prima nel 1845). Si è trasferito nel 1847 da Merseburg a Magdeburgo, ed è stato organista nelle rispettive cattedrali.

## Opere
- Toccata in re minore per organo
- Preludi corali per organo (opp. 7, 8 & 9)
- Prima sonata per organo in re minore, op. 11 (ca. 1845)
- Seconda sonata per organo in mi minore, op. 19 (ca. 1850)
- Terza sonata per organo in la minore, op. 23, dedicata a Franz Liszt (ca. 1855)
- Quarta sonata per organo in la maggiore, op. 31 (ca. 1855)
- Andante in la minore, Op. 26 (trascrizione del secondo movimento della Settima sinfonia di Beethoven)
- Preludi, postludi etc.
- XXXII der gebräuchlichsten Choräle : mit Vor- und Zwischenspielen tacktgemäß verbunden : und mit Bezeichnung der Register und der Applicaturen versehen für die ersten Versuche im gottesdienstlichen Orgelspiele (32 Preludi.corali)
- Sinfonia concertante per due fagotti e orchestra
- Variationi su "Heil dir im Siegerkranz" per organo
- Seconda sonata per pianoforte, op. 21

## Pubblicazioni
- Zur Geschichte des Orgelspieles, vornehmlich des deutschen, im 14. bis zum Anfang des 18. Jahrhunderts (1884)
- Kunst des Orgelspiels, Op. 15